# هریستو نیکلائیده
هریستو نیکلائیده (رومانیایی: Hristu Nicolaide؛ زاده ۲ سپتامبر ۱۹۰۸ – تاریخ درگذشت نامعلوم) بازیگر اهل رومانی بود.
از فیلم‌ها یا مجموعه‌های تلویزیونی که وی در آن‌ها نقش داشته است، می‌توان به بادبان‌های برافراشته اشاره نمود.